# Masters 1976 (tennis)
De Masters 1976 werd  in het Amerikaanse Houston gehouden. Het tennistoernooi werd van 5 tot 12 december in de The Summit op tapijtbanen gespeeld. Het deelnemersveld bestond uit de beste acht spelers op de ATP Rankings.

## Enkelspel
De titelverdediger Ilie Năstase nam niet deel.

### Deelnemers
De top drie van de ranglijst Jimmy Connors, Björn Borg en Ilie Năstase namen niet deel.
| Ranking | Speler          | Prestatie    |
| ------- | --------------- | ------------ |
| 1.      | Manuel Orantes  | Winnaar      |
| 2.      | Raúl Ramírez    | Groepsfase   |
| 3.      | Guillermo Vilas | Halve finale |
| 4.      | Harold Solomon  | Halve finale |
| 5.      | Eddie Dibbs     | Groepsfase   |
| 6.      | Brian Gottfried | Groepsfase   |
| 7.      | Roscoe Tanner   | Groepsfase   |
| 8.      | Wojtek Fibak    | Finale       |

### Groepsfase
De eindstand in de groepsfase wordt bepaald door achtereenvolgend te kijken naar eerst het aantal overwinningen in combinatie met het aantal wedstrijden. Mochten er dan twee spelers gelijk staan wordt er naar het onderling resultaat gekeken. Mocht het aantal overwinningen en wedstrijden bij drie of vier spelers gelijk wordt er gekeken naar het percentage gewonnen sets en eventueel gewonnen games. Als er dan nog steeds geen ranglijst opgemaakt kan worden dan beslist de wedstrijd commissie.

#### Groep A
|                 |                 | Uitslag       |
| --------------- | --------------- | ------------- |
| Harold Solomon  | Brian Gottfried | 6-4, 6-2      |
| Guillermo Vilas | Raúl Ramírez    | 7-6, 2-6, 7-5 |
| Brian Gottfried | Raúl Ramírez    | 4-6, 6-3, 6-0 |
| Guillermo Vilas | Harold Solomon  | 6-3, 4-6, 6-4 |
| Harold Solomon  | Raúl Ramírez    | 6-2, 6-2      |
| Brian Gottfried | Guillermo Vilas | 6-3, 2-6, 6-4 |

| Nr. | Speler          | Wedstrijd W - V | Sets W - V | Games W - V |
| --- | --------------- | --------------- | ---------- | ----------- |
| 1   | Harold Solomon  | 2-1             | 5-2        | 37-26       |
| 2   | Guillermo Vilas | 2-1             | 5-4        | 55-54       |
| 3   | Brian Gottfried | 2-1             | 4-4        | 36-34       |
| 4   | Raúl Ramírez    | 0-3             | 2-6        | 30-44       |

#### Groep B
|                |                | Uitslag  |
| -------------- | -------------- | -------- |
| Wojtek Fibak   | Manuel Orantes | 7-5, 7-6 |
| Eddie Dibbs    | Roscoe Tanner  | 6-4, 7-5 |
| Wojtek Fibak   | Eddie Dibbs    | 6-2, 6-4 |
| Manuel Orantes | Roscoe Tanner  | 7-6, 6-3 |
| Roscoe Tanner  | Wojtek Fibak   | 7-6, 6-3 |
| Manuel Orantes | Eddie Dibbs    | 6-4, 6-2 |

| Nr. | Speler         | Wedstrijd W - V | Sets W - V | Games W - V |
| --- | -------------- | --------------- | ---------- | ----------- |
| 1   | Wojtek Fibak   | 2-1             | 4-2        | 35-30       |
| 2   | Manuel Orantes | 2-1             | 4-2        | 36-29       |
| 3   | Eddie Dibbs    | 1-2             | 2-4        | 25-33       |
| 4   | Roscoe Tanner  | 1-2             | 2-4        | 31-35       |

### Knock-outfase
|  | Halve finale | Halve finale    | Halve finale   | Halve finale | Halve finale | Halve finale | Halve finale   |   |   | Finale | Finale | Finale | Finale | Finale | Finale | Finale |
|  |              |                 |                |              |              |              |                |   |   |        |        |        |        |        |        |        |
|  |              | Harold Solomon  | 4              | 3            | 4            |              |                |   |   |        |        |        |        |        |        |        |
|  |              | Manuel Orantes  | 6              | 6            | 6            |              |                |   |   |        |        |        |        |        |        |        |
|  |              | Manuel Orantes  | 6              | 6            | 6            |              | Manuel Orantes | 5 | 6 | 0      | 7      | 6      |        |        |        |        |
|  |              |                 |                |              |              |              |                | 5 | 6 | 0      | 7      | 6      |        |        |        |        |
|  |              |                 | Wojciech Fibak | 7            | 2            | 6            | 6              | 1 |   |        |        |        |        |        |        |        |
|  |              | Guillermo Vilas | Wojciech Fibak | 7            | 2            | 6            | 6              | 1 | 2 | 2      | 7      | 6      | 6      |        |        |        |
|  |              | Guillermo Vilas |                |              |              |              |                |   | 2 | 2      | 7      | 6      | 6      |        |        |        |
|  |              | Wojciech Fibak  | 6              | 6            | 5            | 3            | 8              |   |   |        |        |        |        |        |        |        |

## Dubbelspel

#### Finales
|  | Halve finale | Halve finale                   | Halve finale                 | Halve finale | Halve finale | Halve finale | Halve finale                 |   |   | Finale | Finale | Finale | Finale | Finale | Finale | Finale |
|  |              |                                |                              |              |              |              |                              |   |   |        |        |        |        |        |        |        |
|  |              | Brian Gottfried Raúl Ramírez   | 6                            | 6            | 6            |              |                              |   |   |        |        |        |        |        |        |        |
|  |              | Ismail El Shafei Brian Fairlie | 3                            | 3            | 4            |              |                              |   |   |        |        |        |        |        |        |        |
|  |              | Ismail El Shafei Brian Fairlie | 3                            | 3            | 4            |              | Brian Gottfried Raúl Ramírez | 3 | 7 | 7      | 4      | 4      |        |        |        |        |
|  |              |                                |                              |              |              |              |                              | 3 | 7 | 7      | 4      | 4      |        |        |        |        |
|  |              |                                | Fred McNair Sherwood Stewart | 6            | 5            | 5            | 6                            | 6 |   |        |        |        |        |        |        |        |
|  |              | Fred McNair Sherwood Stewart   | Fred McNair Sherwood Stewart | 6            | 5            | 5            | 6                            | 6 | 6 | 6      | 6      |        |        |        |        |        |
|  |              | Fred McNair Sherwood Stewart   |                              |              |              |              |                              |   | 6 | 6      | 6      |        |        |        |        |        |
|  |              | Juan Gisbert Manuel Orantes    | 3                            | 4            | 4            |              |                              |   |   |        |        |        |        |        |        |        |